# روبرت راي ريدفيلد
روبرت راي ريدفيلد جونيور (ولد في 10 حزيران 1951) هو عالم فيروسات أمريكي، و هو المدير الحالي لمراكز مكافحة الأمراض والوقاية، والمدير الحالي لوكالة المواد السامة وسجل الأمراض، عمل في كلا المنصبين منذ مارس 2018.

## نشأته
كان والدا ريدفيلد عالمين في المعهد الوطني للصحة، لذلك تأثرت مهنة ريدفيلد بالبحث الطبي  بسبب هذه الخلفية. في الكلية، اكتسب ريدفيلد الخبرة بالعمل في مختبرات جامعة كولومبيا حيث  التحقيق في تسبب الفيروسات القهقرية في الامراض البشرية.

## تعليمه
كطالب جامعي، التحق ريدفيلد بجامعة جورجتاون، وحصل على البكالوريوس العلوم من كلية الآداب والعلوم بالجامعة في عام 1973. و بعد ذلك، التحق بكلية الطب بجامعة جورج تاون، وحصل على دكتوراه في الطب عام 1977. باشر ريدفيلد إجراء الإقامة الطبية في مركز والتر ريد الطبي العسكري (WRAMC) في العاصمة واشنطن، حيث أكمل تدريبه الطبي بعد التخرج والتدريب الداخلي في الطب الباطني (1978-1980). و بحلول عام 1982 ، أكمل ريدفيلد الزمالات السريرية والبحثية في الأمراض المعدية والطب الاستوائي  في مركز والتر ريد الطبي العسكري.

## بدايه عمله الطبي
استمر ريدفيلد كطبيب وباحث طبي في الجيش الأمريكي في WRAMC)) لمدة عشر سنوات، حيث عمل في مجالات علم الفيروسات والمناعة والبحوث السريرية. خلال هذه الفترة، تعاون مع الكثير من الفرق في صدارة أبحاث الإيدز، ونشر العديد من الأوراق الأساسية، وكان مؤيدا قويا ومبتكرا لاستراتيجيات ترجمة المعرفة المكتسبة من الدراسات السريرية إلى العلاج العملي للمرضى المصابين بأمراض فيروسية مزمنة. وفي عام 1992 ، حققت وزارة الدفاع مع ريدفيلد بعد اتهامه بالبيع المفرط لآثار لقاح تجريبي ضد فيروس نقص المناعة البشرية كان يشرف عليه. على الرغم من عدم وجود دليل على سوء السلوك، انتهى اللقاح بالفشل.
تقاعد ريدفيلد من الجيش عام 1996 كعقيد، [7] للتركيز على إنشاء منظمة بحثية متعددة التخصصات مكرسة لتطوير برامج البحث والعلاج للعدوى الفيروسية المزمنة والأمراض. تحقيقا لهذه الغاية، شارك في تأسيس معهد علم الفيروسات البشرية ومقره في ولاية ماريلاند، إلى جانب زملائه الباحثين في مجال فيروس نقص المناعة البشرية روبرت جالو، المكتشف المشارك في فيروس نقص المناعة البشرية، وعالم الأوبئة الفيروسية المعروف ويليام بلاتنر.

## عمله
عمل ريدفيلد كمدير لمركز السيطرة على الأمراض منذ 26 اذار 2018. و في خطابه الافتتاحي أمام مركز السيطرة على الأمراض قال ريدفيلد «تقوم الوكالة على العلم وتستند إلى البيانات، ولذلك  يتمتع مراكز السيطرة على الأمراض بمصداقية حول العالم».
قبل انضمامه إلى مركز السيطرة على الأمراض، كان أستاذا ثابتا في الطب وعلم الأحياء الدقيقة في جامعة ميريلاند، بالتيمور، و رئيس قسم الأمراض المعدية، ونائب رئيس الطب، ومؤسس مشارك  ومدير مشارك لمعهد علم الفيروسات البشرية (IHV) في جامعة مدرسة الطب بولاية ماريلاند. يشتهر الدكتور ريدفيلد بمساهماته الرائدة في مجال الأبحاث السريرية، ولا سيما أبحاثه المكثفة في علم الفيروسات والعلاجات العلاجية لعدوى فيروس نقص المناعة البشرية والإيدز.
في بداية الثمانينيات وخلال السنوات الأولى من التحقيق في وباء الإيدز، قاد ريدفيلد البحث الذي كان الأول الذي يثبت بشكل قاطع أن فيروس نقص المناعة البشرية يمكن أن ينتقل عن طريق الجنس الآخر. كما طور نظام التدريج المستخدم الآن في جميع أنحاء العالم للتقييم السريري لعدوى فيروس العوز المناعي البشري. تحت قيادته السريرية في جامعة ميريلاند، ازدادت قاعدة المرضى من 200 مريض إلى ما يقرب من 6000 مريض في بالتيمور و العاصمة واشنطن، وأكثر من 1.3 مليون مريض في الدول الأفريقية ومنطقة البحر الكاريبي. تحت قيادته البحثية، تنافس فريق البحث السريري الخاص به بنجاح وربح أكثر من 600 مليون دولار لتمويل البحث.

## الجوائز و الخدمات
كطبيب عالم، كسب ريدفيلد العديد من الجوائز على مدار مسيرته البحثية، بما في ذلك درجة فخرية من كلية الطب في نيويورك، وجائزة خدمات مدى الحياة من معهد الدراسات المتقدمة في علم المناعة والشيخوخة، و جائزة الطبيب الجراح التقديرية. و في عام 2012 ، تم اختياره رائد أعمال العام مع وليام بلاتنر في جامعة ميريلاند. و في عام 2016 ، تم تسميته الافتتاحي روبرت سي جالو، دكتوراه في الطب، أساتذة في الطب الانتقالي.
و كما عمل ريدفيلد كعضو في المجلس الرئيس الاستشاري حول فيروس نقص المناعة البشرية / الإيدز من عام 2005 إلى عام 2009 ، وتم تعيينه رئيسا للجنة الفرعية الدولية من عام 2006 إلى عام 2009.
ريدفيلد عضو سابق في مكتب المجلس الاستشاري لبحوث الإيدز في المعاهد الوطنية للصحة، والمجلس الاستشاري لمركز فوجارتي الدولي في المعاهد الوطنية للصحة، وفي اللجنة الاستشارية لمكافحة العدوى في إدارة الغذاء والدواء.

## الجدل
في عام 1992 ، منح مجلس الشيوخ الأمريكي اعتمادا بقيمة 20 مليون دولار لشركة خاصة ( MicroGeneSys ) لتطوير لقاح علاجي لفيروس نقص المناعة البشرية معتمدا على البروتين gp160 ، والذي خضع للتجارب السريرية. كما كتب راندي شيلتس، المؤلف لكتاب The Band Played On في كتابة متابعة، أن فكرة اللقاح العلاجي كانت فكرة اساسية تولدت لدى ريدفيلد في أثناء قراءته لأطفاله كتابا عن لويس باستور، الذي ناقشه بعد ذلك مع جوناس سالك الذي كان داعما له.
و بصفته ملازما بالجيش الأمريكي، كان ريدفيلد باحثا رائدا في الجيش في مكافحة الإيدز، ونصيرا للقاح.  وفي تموز 1992 ، قدم ريدفيلد عرضا عن خلاصة البيانات الأولية عن اللقاح في مؤتمر الإيدز الدولي في أمستردام. واعتمادا على النتائج الأولية 15 من اصل 26 مريض حصلوا على اللقاح، قال ريدفيلد إن المرضى الحاملين للفايروس الذين حصلوا على اللقاح كانوا أقل من المرضى الذين لم يحصلوا على اللقاح. يعتقد معظم الباحثين أن الحمل الفيروسي سيكون علامة جيدة على فعالية اللقاح. تبين فيما بعد أن اللقاح غير فعال. قال العديد من الباحثين إن ريدفيلد قام بتفسيرات معقولة للبيانات الأولية من خلال اختيار 15 مريض حصلوا على اللقاح لمدة 18 شهر، لكن قال عالم سلاح الجو الأمريكي الرائد كريج هندريكس، الحاصل على دكتوراه في الطب (الآن في جامعة جونز هوبكنز) إن ريدفيلد ارتكب سوء السلوك العلمي عن طريق اختيار البيانات المواتية للقاح.
في عام 1993 ، توصل تحقيق للجيش الأمريكي إلى أن ريدفيلد لم يرتكب سوء السلوك العلمي، وتمت ترقيته إلى عقيد بعد ذلك. تم اقتباس قول ريدفيلد في الكتاب الشامل عن الجدل (  Big Shot)  الشغف، السياسة، والنضال من أجل لقاح الإيدز عن متهميه «أشعر بخيبة أمل في المؤسسات لعدم محاسبة الأفراد على ما أعتبره سلوكا غير لائق من ضابط.» والأهم من ذلك، أن ريدفيلد قام بدراساته حول لقاح gp160  إلى ما بعد عرضه عن الخلاصة المثير للجدل وحمله خلال المرحلة الثانية لنشر النتائج في مجلة الأمراض المعدية في عام 2000. وفي وقت لاحق، تم إجراء أكثر من 50 تجربة لقاح علاجي (وقد فشلت جميعها في إظهار فعاليتها) ، ولم تظهر مؤخرا أية فعالية.
وضعت دراسة ريدفيلد المتعددة الجهات، وهي تعاون بين وزارة الدفاع والمعاهد الوطنية للصحة، الأساس لتطوير اللقاحات في المستقبل وقدمت فهما أفضل للأساس البيولوجي للإصابة بفيروس نقص المناعة البشرية وتفاعلها مع الجهاز المناعي المضيف.
وقال التحقيق إن لديه علاقة وثيقة غير مناسبة مع المجموعة غير الحكومية (الأمريكيون لسياسة سليمة لمكافحة الإيدز / فيروس نقص المناعة البشرية) (ASAP) ، و التي روجت لقاح gp160. اسس المسيحيين الإنجيليين المجموعة، الذين عملوا على احتواء تفشي فيروس نقص المناعة البشرية / الإيدز من خلال الدعوة إلى الامتناع عن ممارسة الجنس قبل الزواج، بدلا من تمرير الواقي الذكري - وجهة نظر ريدفيلد منذ ذلك الحين. خدم ريدفيلد في مجلس ASAP ، التي انتقدتها مجموعات المثليين بسبب السياسات المسيحية المحافظة المعادية للمثليين، مثل الامتناع عن ممارسة الجنس. كما ألف ريدفيلد  مقدمة الكتاب الذي شارك في كتابته زعيم ASAP دبليو شيبارد سميث، (مسيحيون في عصر الإيدز) الذي ثبط توزيع الإبر المعقمة على متعاطي المخدرات، وكذلك استخدام الواقي الذكري واصفا إياهم بـ ( الأنبياء المزفيين). ووصف الكتاب الإيدز بأنه ( دينونة الله) ضد المثليين. وفي وقت ترشيحه لرئاسة مراكز السيطرة على الأمراض والوقاية منها، حافظ الدكتور ريدفيلد على علاقات وثيقة مع النشطاء المناهضين للمثليين ومضادات فيروس نقص المناعة البشرية. وفي حين أن ريدفيلد هو كاثوليكي متدين، فقد دعم علنا لإستخدام الواقي الذكري ونفي الترويج لتدخلات الامتناع عن ممارسة الجنس. [وومع ذلك، و في عام 2000 ، كان ريدفيلد مدافعا بارزا عن (أبجديات الإيدز)  التي شجعت  الامتناع عن ممارسة الجنس في المقام الأول والواقي الذكري كملاذ اخير.

## مدير السيطرة على الأمراض (CDC)
في عام 2018 ، بعد تعيين ريدفيلد في مركز السيطرة على الأمراض، انتقد الديمقراطيون ومجموعات المراقبة راتبه البالغ 375000 دولار سنويا، والذي كان أعلى بشكل ملحوظ  من راتب سلفه توم فريدن و البالغ  219.700 دولار، وأعلى من راتب رئيسه، أليكس عازار-  وزير الصحة والخدمات الإنسانية والرئيس السابق قسم في شركة ايلي ليلي و شركاه. بلغ راتب السابق والمكافآت لريدفيلد في جامعة ماريلاند 757,100 دولار.
وفي حين أن رؤساء إدارة الغذاء والدواء (FDA) ووزارة الصحة والخدمات الإنسانية (HHS) قاموا بتخفيضات كبيرة في الأجور، فإن الكونجرس يحدد رواتبهم بدقة و صرامة  ؛ لكن راتب مدير مركز السيطرة على الأمراض غير خاضع. في غضون أيام قليلة، طلب ريدفيلد تخفيضا في الأجر وحصل على مبلغ 209,700 دولار من اصل 375,000 دولار لأنه  لم يكن يريد أن يتصبح تعويضاته ملهية عن العمل الهام الذي تقوم به شركة سي دي سي. [ومع ذلك، كان الراتب الأولي لريدفيلد يتماشى مع العديد من الأطباء والعلماء الآخرين في الحكومة. في حين أن مدير المعاهد (NIH ) فرانسيس كولينز يتقاضى راتبا أقل من 200 ألف دولار سنويا وو الذي يحدده الكونغرس،  حقق نائب مدير معهد (NIAID) راتب 384,624 دولار.

## حياته الشخصية
ريدفيلد متزوج  من جويس هوك ريدفيلد، التقيا أثناء ولادة أطفال عندما كان طالب طب وكانت هي مساعدة تمريض. لديهما 5 أطفال و 9 أحفاد.
بعد فترة وجيزة من تعيينه في مركز السيطرة على الأمراض، ذكر في خطاب له على نطاق الوكالة أن وباء الأفيون هو «أزمة الصحة العامة في عصرنا. إذا حاول أي منكم الوصول إلى رعاية من الإدمان في هذه الأمة، فيمكنني أن أضمن لكم أن الأمر معقد. لا يتوجب أن تكون معقدة».